# リグナ
リグナ株式会社（英: Rigna Co.）は、東京都新宿区に本社を置く日本の企業。

## 概要
家具・インテリア事業とCG制作事業を行う。CG制作事業に関しては建築パースのみならず、動画・VR制作も行い、建築以外の他業種の制作も行っている。
ECと店舗で家具・インテリア事業『Rigna』と自社家具ブランド『REMBASSY』、CG制作事業『Rigna CG LABO』を運営している。
静岡県藤枝市で【藤越（FUGGICOSI）】と、東京都中央区に【リグナテラス東京（RIGNA TERRACE TOKYO）】都内最大級規模のショールームを運営している。また、自社ブランドやインテリアコーディネートも手掛ける。

## 沿革
- 2003年05月 - 有限会社リックアンドブレインズ設立。
- 2004年06月 - 業務拡大に伴い資本金増資、株式会社に組織変更。
- 2004年07月 - 本社オフィスを東京都渋谷区より東京都新宿区に移転。
- 2004年12月 - デザイナーズ家具オンラインショップ 「リグナ」オープン
- 2006年01月 - 株式会社リックアンドブレインズよりアビリタ株式会社に商号変更
- 2006年02月 - 本社オフィスを東京都新宿区より東京都六本木に移転
- 2006年03月 - 「リグナ」全面リニューアルオープン
- 2006年12月 - リグナ恵比寿ショールームオープン
- 2007年01月 - 本社オフィスを東京都六本木より東京都渋谷区に移転
- 2007年09月 - 本社オフィスを東京都神宮前より東京都港南に移転
- 2008年06月 - 本社オフィスを東京都港南より東京都高輪(アビリタビルディング)に移転
- 2008年06月 - リグナ高輪ショールームオープン
- 2010年05月 - オリジナル家具 「SIROMUK」発表
- 2011年01月 - 福岡支社オープン
- 2011年09月 - 本社オフィスを東京都高輪より東京都早稲田(リグナビルディングトーキョー)に移転
- 2011年09月 - リグナ東京ショールームオープン
- 2013年01月 - 福岡支社がリグナ別邸福岡ショールームとしてオープン
- 2013年05月 - 社名をリグナ株式会社に変更
- 2013年12月 - 「リグナ」全面リニューアルオープン
- 2014年07月 - 本社オフィス東京都早稲田より東京都新川(リグナテラス東京)に移転
- 2014年07月 - リグナテラス東京ショールームオープン
- 2017年05月 - ボックスチャームインダストリー原宿店・大阪店オープン
- 2019年01月 - CG事業部 RIGNA CG LABO始動
- 2020年10月 - 株式売却により綿半ホールディングス株式会社グループ入り
- 2022年  4月 - 綿半ホールディングス株式会社同グループ内の株式会社藤越と合併。

## 拠点
静岡県藤枝市志太5-3-34
東京都中央区新川1-9-3 リグナテラス東京